# Gusztáv és a köztulajdon
A Gusztáv és a köztulajdon a Gusztáv című rajzfilmsorozat első évadának tizenkettedik epizódja.

## Rövid tartalom
Gusztáv a rossz álom hatására megváltozik.

## Alkotók
- Rendezte: Dargay Attila
- Írta: Dargay Attila, Nepp József
- Zenéjét szerezte: Pethő Zsolt
- Operatőr: Harsági István
- Hangmérnök: Bársony Péter
- Vágó: Czipauer János
- Színes technika: Dobrányi Géza, Kun Irén
- Gyártásvezető: Bártfai Miklós, László Andor

Készítette a Pannónia Filmstúdió.